# Дважды во времени
«Дважды во времени» (англ. Twice Upon a Time) — специальный рождественский выпуск британского научно-фантастического телесериала «Доктор Кто». Премьера серии состоялась 25 декабря 2017 года на канале BBC One. Сценарий написан шоураннером сериала Стивеном Моффатом. Режиссёром эпизода выступила Рэйчел Талалэй.
Двое Докторов (Питер Капальди и Дэвид Брэдли) оказались в снежной арктической местности и отказываются регенерировать. Заколдованные стеклянные люди похищают своих жертв, застывших во времени. А один капитан (Марк Гэтисс), участвующий в Первой мировой войне, которому суждено погибнуть на поле боя, оставляет окопы, чтобы сыграть свою роль в истории Доктора.
В спецвыпуске состоялось последнее полноценное появление Питера Капальди в роли Двенадцатого Доктора и первое полноценное появление Тринадцатого Доктора, роль которого сыграла актриса Джоди Уиттакер. Здесь же в последний раз появляется Пёрл Маки в роли Билл Поттс, а также присутствуют камео других спутников главного героя — Клары Освальд в исполнении Дженны Коулман и Нардола, сыгранного Мэттом Лукасом. Вдобавок эпизод стал последним для Стивена Моффата и Брайана Минчина в качестве исполнительных продюсеров сериала. Также в выпуске принял участие Дэвид Брэдли, который исполнил роль Первого Доктора. Эпизод удостоился в основном положительных отзывов критиков.

## Сюжет
После встречи с киберлюдьми на Южном полюсе Первый Доктор отказывается пройти через начавшийся процесс регенерации. Направляясь к своей ТАРДИС, он сталкивается с Двенадцатым Доктором, который находится в аналогичном настроении после собственного опыта сражения с киберлюдьми. Там же их находит раненый и сбитый с толку британский капитан времён Первой мировой войны. Время замирает, и группу похищает некий космический корабль, на котором они встречают Билл Поттс. Однако Двенадцатый Доктор сомневается, что она в самом деле та Билл, которую он знал. После этого пилот корабля в облике женщины, сделанной из стекла, предлагает отпустить компанию в обмен на раненого капитана, который был перемещён из декабря 1914 года в тот момент, когда он оказался под прицелом пистолета немецкого солдата. Герои отказываются и сбегают с корабля, используя ТАРДИС Первого Доктора, отправившись на планету Вилленгард в самом центре вселенной.
Там Двенадцатый Доктор находит мятежного далека Ржавика, который скрывается от своих сородичей, охотящихся за ним. Убедив его подключиться к общему сознанию далеков, Доктор выясняет, что пилот и его корабль, известный как Свидетельство, происходят с Новой Земли, где были созданы с целью извлекать людей из их временных потоков в момент смерти и помещать их воспоминания в стеклянные аватары. Оба Доктора понимают, что Билл — аватар Свидетельства, созданный из её воспоминаний. Также становится ясно, что ошибка временного потока, связанная с капитаном, возникла из-за парадокса, когда два Доктора готовились умереть в одном и том же месте и времени. Осознав, что на самом деле зла, с которым надо бороться, тут нет, они соглашаются вернуть капитана в его временной поток. Капитан просит Докторов присмотреть за его семьёй и представляется как Арчибальд Хэмиш Летбридж-Стюарт, предок близкого друга Доктора Бригадира. Время размораживается, и Доктора наблюдают, как солдаты противоборствующих сторон начинают петь «Тихую ночь». Двенадцатый Доктор признаётся, что он намеренно сдвинул временную линию капитана на пару часов вперёд, в момент, когда началось Рождественское перемирие, чтобы спасти тому жизнь.
После спасения капитана Первый Доктор сообщает Двенадцатому, что теперь он готов к регенерации, прощается с ним и возвращается в свою ТАРДИС. Двенадцатый Доктор остаётся один на один с аватаром Билл, пребывая в твёрдой уверенности, что она не подлинная Билл. Та в ответ объясняет Повелителю Времени, что воспоминания человека — и есть сам человек. Чтобы убедить его в этом, Свидетельство восстанавливает воспоминания Доктора о Кларе Освальд, а затем принимает облик Нардола. Доктор отказывается предоставить аватарам свидетельство своей жизни, и те, уважая его желание остаться в одиночестве, обнимают его и исчезают. Доктор возвращается в ТАРДИС и принимает решение регенерировать, но сначала даёт несколько важных наставлений своему следующему воплощению. После завершения процесса регенерации Тринадцатый Доктор теряет управление машиной времени и выпадает из горящей консольной комнаты корабля по направлению к находящейся внизу Земле.

### Связь с другими сериями
Действие «Дважды во времени» разворачивается ближе к концу последней серии Первого Доктора «Десятая планета», кадры из которой вошли в спецвыпуск. В финальной части «Десятой планеты» Повелитель Времени покидает своих спутников Бена и Полли и возвращается в ТАРДИС, а затем они находят впервые регенерирующего Доктора на полу консольной комнаты. Режиссёр серии Дерек Мартинус, согласно сообщениям, вырезал диалог из первоначального сценария, в котором предполагалось, что Доктор сопротивляется процессу изменения. От этого нюанса исходил Стивен Моффат в своём сценарии, когда Первый Доктор откладывает регенерацию и встречает самого себя в будущем — Двенадцатого Доктора — на Южном полюсе.
Когда Свидетельство показывает Первому Доктору изображения его будущих воплощений, используются фрагменты из классического и возрождённого сериала: Третий Доктор во «Вторжении динозавров», Четвёртый Доктор в «Происхождении далеков», Пятый Доктор из «Арки бесконечности», Седьмой Доктор из «Патруля счастья», Восьмой Доктор из «Ночи Доктора», Военный Доктор в «Дне Доктора», Девятый Доктор из «Пути расходятся», Десятый Доктор в «Водах Марса», Одиннадцатый Доктор в «Победе далеков», Двенадцатый Доктор в «Падении Доктора».
Свидетельство также упоминает некоторые будущие прозвища Доктора: Тень Валеярда («Суд над Повелителем Времени»), Надвигающийся шторм («Пути расходятся»), Разрушитель миров («Конец путешествия»), Бес Пандорики («Пандорика открывается»), Чудовище Трензалора («Время Доктора»), Палач Черепной Луны и Доктор Войны («С дьявольским упорством»). Разрушитель Скаро — это ссылка на гибель планеты в «Поминовении далеков», хотя позднее Скаро была восстановлена, о чём рассказывалось в «Изоляторе далеков» и было продемонстрировано в «Ученике волшебника».
Оружейные заводы Вилленгарда впервые упоминались в первой серии Стивена Моффата в «Докторе Кто» — «Доктор танцует», когда Девятый Доктор подразумевал, что он был ответственным за их уничтожение.

### Внешние отсылки
Двенадцатый Доктор даёт своему первому воплощению прозвища Мэри Берри (в честь британской актрисы), капрал Джонс (персонаж «Папашиной армии») и мистер Пастри. Роль персонажа детского шоу мистера Пастри играл актёр Ричард Хирн, который претендовал на роль Четвёртого Доктора. Однако Хирн хотел сделать Доктора похожим на мистера Пастри, и роль впоследствии отошла Тому Бейкеру.
Давая совет своей будущей инкарнации о том, что «ненависть всегда глупа, а любовь всегда мудра», Двенадцатый Доктор перефразирует изречение философа Бертрана Рассела.

## Производство

### Кастинг
30 января 2017 года в интервью на BBC Radio 2 Питер Капальди заявил, что намерен оставить роль Доктора после трёх сезонов. Это привело к многочисленным спекуляциям в средствах массовой информации и среди поклонников сериала на тему того, кто будет играть роль Тринадцатого Доктора. Спустя почти шесть месяцев во время финала Уимблдонского турнира 16 июля 2017 года был выпущен видеоролик, из которого стало известно, что следующее воплощение путешественника во времени и пространстве исполнит английская актриса Джоди Уиттакер.
После финала десятого сезона было подтверждено, что помимо этого в эпизоде примет участие Первый Доктор, чью роль сыграл Дэвид Брэдли. Ранее актёр исполнил роль Соломона в серии «Динозавры на космическом корабле», а также сыграл Уильяма Хартнелла в докудраме «Приключение в пространстве и времени». Он стал третьим исполнителем роли Первого Доктора на экране после Уильяма Хартнелла и Ричарда Харндалла (в «Пяти Докторах»). Идея выбрать Брэдли на роль первого воплощения Повелителя Времени принадлежала никому иному, как Капальди.
23 июля 2017 года Марк Гэтисс, до этого уже несколько раз появлявшийся в сериале в различных ролях, объявил, что снялся в рождественском выпуске. Позднее в тот же день Пёрл Маки подтвердила, что не планирует возвращаться в одиннадцатый сезон сериала и данный спецвыпуск станет последним для неё в роли Билл Поттс. Также из трейлера, продемонстрированного на комик-коне, стало известно об участии в эпизоде сценариста нескольких серий сериала Тоби Уитхауза.
В выпуске Doctor Who Magazine № 516 было подтверждено возвращение двух спутников из классического сериала, которыми стали Бен Джексон и Полли Райт, путешествующие с Первым Доктором на момент его регенерации. Их сыграли актёры Джаред Гарфилд и Лили Треверс, заменившие оригинальных исполнителей этих ролей Майкла Крейза и Аннеке Уиллс. С выходом краткого описания эпизода стало известно, что актриса Никки Амука-Бёрд исполнит роль некой стеклянной женщины. Также спецвыпуск включает в себя камео Дженны Коулман в роли Клары Освальд, когда к Доктору возвращаются воспоминания, утраченные в серии «С дьявольским упорством». Помимо неё вернулся и Мэтт Лукас в роли Нардола, хотя в первоначальном варианте сценария его не было.

### Разработка
Сценарий к «Дважды во времени» написал Стивен Моффат, для которого этот эпизод стал последним на посту исполнительного продюсера и ведущего сценариста сериала, который он занимал с 2010 года. Как и в прошлую смену шоураннеров, заключительный сегмент эпизода с новым Доктором был написан Крисом Чибнеллом. Такое уже происходило в спецвыпуске «Конец времени», когда последние страницы сценария вместо Расселла Ти Дейвиса писал Моффат. Известно, что персонажа Пёрл Маки в ранних вариантах сценария к серии не было, однако Моффат почувствовал, что без её присутствия эпизод не получится должным образом. В выпуске Doctor Who Magazine № 510 сообщалось, что работа над рождественским эпизодом начнётся в июне 2017 года после съёмок заключительных серий десятого сезона. Рабочим названием выпуска было «Доктора», тогда как официальное название «Дважды во времени» было объявлено в июле 2017 года на комик-коне в Сан-Диего. Режиссёр эпизода Рэйчел Талалэй призналась, что чувствует себя настоящим экспертом по серии «Десятая планета», отрывки из которой ей пришлось пересмотреть множество раз для работы над данным выпуском. Стивен Моффат и Питер Капальди уделили особое внимание тому, как Двенадцатый Доктор должен встретить свой конец. Его последние слова были основаны на высказывании самого Капальди, адресованном юному фанату, на мероприятии в честь старта десятого сезона.

### Съёмки
Режиссёром серии была назначена Рэйчел Талалэй, работавшая над финалами всех сезонов с Капальди. По словам ведущего актёра, она вернулась для работы над его последним эпизодом по его просьбе. Читка сценария была проведена 8 июня 2017 года. Съёмки спецвыпуска стартовали 12 июня 2017 года. Сцена с Дэвидом Брэдли в конце «Падения Доктора» снималась отдельно — на съёмочной площадке «Дважды во времени» в июне. Для регенерации Первого Доктора использовалась оригинальная запись из серии «Десятая планета». Несмотря на то что последний эпизод этой серии был утерян, ключевая сцена сохранилась благодаря детской передаче «Blue Peter», где она использовалась как клип. В работе над некоторыми спецэффектами, такими как изменение лица Хартнелла на Брэдли или временная воронка, участвовал фанат сериала, известный как John Smith VFX на YouTube. Для воссоздания части стены консольной комнаты оригинальной ТАРДИС были задействованы гексагональные кругляшки, аналогичные тем, что присутствовали в «Дне Доктора».
Последней сценой, отснятой с Питером Капальди, стал момент, в котором он начинает регенерировать. По словам Талалэй, у команды было всего 20 минут на процесс, что оказалось «невыразимо тяжело». У Капальди имелось множество задумок насчёт того, что ему хотелось бы сделать, и они перепробовали целый ряд вещей, а, по мнению режиссёра, надо было обязательно устроить взрыв. Съёмки завершились 10 июля 2017 года в студии Roath Lock в Кардиффе. Вторую часть сегмента уже с Уиттакер снимали отдельно, после перерыва в несколько дней. Возвращение Клары Освальд стало последней сценой серии, снятой под руководством Стивена Моффата. Работа над ним прошла уже после завершения остальных съёмок, в бывшем офисе Top Gear в центре Лондона. Изначально сцена встречи Клары и Доктора была другой, однако её пришлось сократить, поскольку было трудно согласовать сроки из-за занятости Дженны Коулман в сериале «Виктория». Капальди и Коулман должны были играть свои роли на фоне зелёного экрана, обращаясь к теннисным мячикам вместо друг друга. Также «Дважды во времени» стал последним эпизодом, в котором появляется ТАРДИС Двенадцатого Доктора, так как площадка с интерьером была разобрана в конце года. Позднее Стивен Моффат сообщил, что первоначальный вариант серии был на полчаса длиннее, однако материал пришлось вырезать, чтобы уложиться в таймслот по продолжительности.

## Рекламная кампания
23 июля 2017 года Питер Капальди, Пёрл Маки, Мишель Гомес, Мэтт Лукас, Стивен Моффат и Марк Гэтисс посетили San Diego Comic-Con International в поддержку спецвыпуска. На прощальной панели актёров и создателей сериала было объявлено название серии «Дважды во времени», а также продемонстрирован 60-секундный трейлер, подтвердивший участие Гэтисса в эпизоде и возвращение Маки. После этого были опубликованы первые промо-фотографии к серии. 17 ноября 2017 года в рамках телемарафона «Дети в нужде» был выпущен отрывок из рождественского эпизода, а неделей ранее — несколько фотографий с актёрами в поддержку мероприятия. 28 ноября стали доступны новое изображение и тизер с главными героями спецвыпуска. С начала декабря на официальном сайте сериала в разделе Adventure Calendar можно найти различные промо-материалы. 6 декабря было опубликовано 25 фото со сценами из серии. Также в начале декабря вышел трейлер рождественских программ BBC, в котором содержались кадры из данного выпуска. Новый 30-секундный трейлер был транслирован 8 декабря. 13 декабря в лондонском музее науки был проведён предпоказ для представителей прессы. 17 декабря BBC поделились вторым отрывком из серии. 21 декабря 2017 года на BBC Radio 2 состоялась премьера специального двухчасового радио-эпизода о создании «Дважды во времени», записанного на площадке в последние дни съёмок, который включал в себя интервью с актёрами и командой сериала.

## Издание

### Релиз на видео
Выход спецвыпуска «Дважды во времени» на DVD и Blu-ray состоялся 22 января 2018 года в Великобритании, 7 февраля в Австралии и 13 февраля в Америке. Релиз содержит дополнительные материалы: эпизод «Доктор Кто: Дополнительно», выпуск «Конец эры», а также панель сериала на San Diego Comic-Con International 2017. Помимо этого «Дважды во времени» стал первой серией сериала, выпущенной в формате 4К UHD (методом конвертации), — издание вышло 24 сентября 2018 года в Британии, 25 сентября в США и 17 октября в Австралии.

### Печатный релиз
5 апреля 2018 года была выпущена новеллизация спецвыпуска, написанная сценаристом нескольких серий сериала Полом Корнеллом, на бумажных и электронных носителях как часть коллекции Target. Также 19 июня 2018 года вышла аудиоверсия книги, прочитанная Марком Гэтиссом.

## Показ

### Кинотеатры
C 14 по 22 декабря 2017 года в рамках тура были организованы предпоказы спецвыпуска в восьми избранных локациях на территории Северной Англии. Эпизод был показан на киноэкранах России и стран СНГ 25 и 26 декабря 2017 года. Также с 25 по 31 декабря прошли показы в некоторых кинотеатрах Германии, 25 декабря — в Бразилии, 26 декабря — в Австралии, 26, 27 и 31 декабря — в Дании, 27 декабря — в США, 27 и 28 декабря — в Канаде. Показ в кино дополнительно включал в себя два специальных бонуса: видео со съёмочной площадки спецвыпуска, а также ролик, посвящённый эрам Питера Капальди и Стивена Моффата в сериале.

### Телевидение
Премьера серии состоялась 25 декабря 2017 года на канале BBC One в Британии. Сразу после окончания трансляции сериал возглавил мировые тренды в Твиттере: первую позицию занял хештег #DoctorWho, третью и четвёртую — #Jodie и #Capaldi, уступив второе место тегу #HappyChristmas. За ночь эпизод посмотрели 5,7 миллионов британских телезрителей. Доля общей зрительской аудитории по сравнению с другими программами, вышедшими в тот же день, составила 29 %. Окончательный рейтинг составил 7,92 миллионов зрителей с долей 34 %, а «Дважды во времени» разместился на седьмом месте среди самых просматриваемых программ на BBC One за неделю. Помимо этого эпизод насчитывал 1,045 миллионов запросов на сервисе BBC iPlayer. Серия получила высокий индекс оценки 81.
Также 25 декабря 2017 года прошла трансляция «Дважды во времени» на американском канале BBC America, собравшая у экранов 2,2 миллиона телезрителей, и канадском канале Space. Показ на австралийском телеканале ABC состоялся на следующий день. В России эпизод впервые был показан по телевидению 13 января 2018 года на канале Sony Sci-Fi.

## Отзывы критиков
| Рейтинги                        | Рейтинги |
| Издание                         | Оценка   |
| ------------------------------- | -------- |
| Rotten Tomatoes (Tomatometer)   | 88%      |
| Rotten Tomatoes (Average Score) | 7,55     |
| Starburst                       | [ 85 ]   |
| Radio Times                     | [ 86 ]   |
| New York Magazine               | [ 87 ]   |
| Daily Mirror                    | [ 88 ]   |
| InterMedia                      | [ 89 ]   |
| Российская газета               | [ 90 ]   |
| IGN                             | 9,5      |
| The A.V. Club                   | A-       |
| IndieWire                       | C+       |
| The Tracking Board              | B        |
| Entertainment Weekly            | A        |

Реакция критиков на «Дважды во времени» оказалась в целом положительной. Они посчитали, что эпизод «успешно отдал должное уходящему Доктору, в то же время вдумчиво, тепло и с юмором передавая эстафету новой эре франшизы». На сайте Rotten Tomatoes рейтинг серии составляет 88 % со средней оценкой 7,55 из 10 на основе 24 обзоров.
Изданию The Guardian в лице Сэма Уолластона, который причислил себя к спутникам и друзьям Двенадцатого Доктора, привязавшись к нему за прошедшие четыре года, было тяжело прощаться с прекрасным Доктором, воплощённым Капальди — «тёплым, мудрым, добрым, забавным, человечным». Его уход журналист расценил как изящные, эффектные и трогательные проводы, посвящённые не только «расставанию, смерти и её страху, но также памяти и тому, что надежду можно найти даже в самые тёмные времена».
Патрику Малкерну из журнала Radio Times показалось, что в серии маловато содержания, однако он похвалил присущий ей аспект ностальгии и её моральную зрелость. Он отдал должное ведущему актёру, назвав Питера Капальди своим идеальным Доктором: «Взрослый, твёрдый, непреклонный, забавный, но его мудрые глаза горят страданием». Рецензент выразил сожаление по поводу его ухода, и сказал, что с радостью бы посмотрел на его работу с другим шоураннером. Малкерн не забыл отметить и уходящего сценариста Стивена Моффата, прокомментировав, что получил невероятное удовольствие от его эры в сериале: «Его любовь и страсть к „Доктору Кто“ неоспорима и спустя восемь лет удивительно остаётся неизменной».
Портал Digital Spy заметил, что эпизод оправдал надежды в необходимые моменты, и выделил работу актёров: «Игра Капальди в его последней сцене невероятно мощная, и когда его Доктор уходит, сердце разбивается на кусочки». Он похвалил и второстепенный состав, посчитав, что Дэвид Брэдли выступил на высоте, будучи «чуть сварливым и напыщенным, но тёплым и человечным». Актёр был достаточно похож на своего предшественника Уильяма Хартнелла, «чтобы успокоить самого ярого фаната», и в то же время он оставил свой отпечаток на персонаже. Тогда как Марк Гэтисс в этот раз, несмотря на свои врождённые инстинкты комика, воплотил «более недооценённую, благожелательную игру». Сайт подвёл итог, назвав эпизод идеальным завершением эры Моффата по духу и атмосфере, содержащим временные парадоксы, море шуток и, самое главное, огромную душевность.
Серия пришлась по вкусу обозревателю Den of Geek Саймону Брю, а особенно он оказался тронут моментом рождественского перемирия 1914 года в Ипре, снятым с «мастерством и размахом» режиссёра Рэйчел Талалэй, который буквально не выходил у него из головы. Также он впечатлился работой Марка Гэтисса, охарактеризовав его исполнение, даже не взирая на будоражащее раскрытие личности его персонажа, «тихим, прилежным, деловым и с оттенком меланхолии». По мнению журналиста, актёр сыграл свою роль сыграл великолепно — «учтиво, озадаченно, с мягким любопытством».
Сайт The A.V. Club поставил эпизоду высокую оценку А-, объявив его достойным трибьютом Двенадцатому Доктору: «Это вдумчивый, смешной и невероятно трогательный эпизод о доброте, храбрости и о том, что даже незначительный выбор может оказать огромное воздействие». В рецензии подчеркнули, как серия позволяет Моффату рассуждать об аспектах сериала за его 54-летнюю историю, являясь в то же время более конкретным посвящением Двенадцатому Доктору. Это дало Питеру Капальди «красивое финальное представление», которое продемонстрировало, насколько актёру удалось вжиться в роль со времени, прошедшего с начала восьмого сезона.
Журналистка IndieWire Кейт Уэлш подвергла критике слишком затянутую, по её мнению, регенерацию, посетовав, что возникшая не так давно традиция делает прощание затянутым и ненужным. Она считает, что самые лучшие регенерации — это те, о которых зритель не знает заранее, как блистательный и преждевременный уход Экклстона в «Пути расходятся» в 2005 году, а разводить с Теннантом, Смитом и теперь Капальди продолжительную рождественскую лебединую песню — «словно тратить впустую три эпизода». Она одобрительно отозвалась о Пёрл Маки в роли Билл, причислив её к плюсам серии.
Дэниел Джексон из газеты Daily Mirror присудил четыре звезды из пяти, признав, что серия увенчалась успехом, и сравнил её просмотр с волнующим аттракционом, на котором минуты, отсчитывающие время до момента прощания с Доктором Капальди, пролетели слишком быстро. Он заметил, что за исключением моментов небрежного сексизма, Первый Доктор стал «удачным дополнением и замечательным „спутником“ для своего современного воплощения», а также порадовался возвращению Билл, которой удалось привнести «чувство юмора и душевность» в эпизод, где от нависающей темы смерти никуда не деться. В заключении журналист сказал, что путешествие Двенадцатого Доктора от «Времени Доктора» вплоть до «Дважды во времени» было грандиозным: «Наблюдать за ним от первых дней в качестве раздражительного и колкого партнёра Клары до более заботливой наставнической фигуры для Билл было изумительно. С подобным развитием за одну регенерацию мог успешно справиться только такой актёр, как Капальди».
Представитель IGN Скотт Коллура присвоил эпизоду 9,5 баллов из 10, охарактеризовав его «смешным, трогающим за душу, превосходным завершением» приключений как Двенадцатого Доктора, так и эпохи Стивена Моффата в «Докторе Кто». В статье указано, как элементы эпизода тесно переплетаются с истоками сериала и в то же время «смело смотрят в будущее». Рецензент сравнил появление Клары с тем, как Одиннадцатый Доктор в последний раз увидел Эми перед регенерацией, но тем не менее уверил, что здесь подобное «идеально работает как эмоциональный толчок и подчёркивает темы, содержащиеся в истории». Он обозначил «Дважды во времени» как одну из лучших регенерационных историй, а также как одну из лучших серий Капальди.
New York Magazine наградил серию высшей оценкой и уделил в своей рецензии особое внимание развитию главного героя. Журналист Росс Рудигер сообщил, что будучи в восторге от будущего с Джоди Уиттакер, он в равной степени расстроен потерей этого Доктора, которого считает «пиком этого сериала». Он пояснил, что Капальди пришёл в «Доктора Кто» в не слишком увлекательное для шоу время, однако благодаря его присутствию оно «вновь стало захватывающим». Рудигер назвал Двенадцатого Доктора единственным Доктором в истории, развитие которого как персонажа можно было проследить от сезона к сезону, приметив, что Доктор из финала десятого сезона «радикально отличается» от человека, встреченного в «Глубоком вдохе», и в то же время они «несомненно и достоверно один и тот же персонаж». По его мнению, наблюдать за этим развитием и ростом было удивительно. Он подвёл итог своего анализа, заявив, что подобного сериал раньше особо не касался, но теперь сделал это так успешно, что повернуть вспять будет сложно: «Питер Капальди поднял планку в том, кто есть и кем может быть Доктор, и шоу от этого только выиграло».
Аласдер Уилкинс из Inverse также отметил эволюцию ведущего персонажа и счёл серию подходящим финальным появлением для Двенадцатого Доктора. Он указал, что слово, определяющее Двенадцатого Доктора, — это доброта. Это качество движет героем в момент рождественского перемирия и является частью его последнего совета своей преемнице. По мнению Уилкинса, то, что инкарнация, такая «колкая и отчуждённая в начале своего существования», закончит его, будучи воплощением доброты, говорит о том, насколько этот Доктор вырос и развился за эти три сезона. Он добавил, как со временем персонаж оттаял и осознал, что показывать свою истинную сущность, служащую причиной его более взрослого внешнего вида, — не значит быть «отдалённым и резким», но вместо этого быть «беззастенчиво и безоговорочно добрым». Журналист довершил свою мысль: «Капальди играл доброту Доктора как самым настоятельным образом честное выражение себя и сделал своего Доктора уязвимым и открытым, как никому из его предшественников не удавалось».

## Награды и номинации
Эпизод получил номинацию на премию «Сатурн» как лучшая телепостановка, а также стал претендентом на премию «Хьюго» в категории лучшая постановка в малой форме. За свою игру в спецвыпуске Питер Капальди был удостоен культурной премии издания Sunday Herald.